# Тестоедов, Николай Алексеевич
Никола́й Алексе́евич Тестое́дов (род. 29 ноября 1951, Омутнинск, Кировская область) — российский конструктор, специалист в области создания космических аппаратов и систем связи и телевещания, академик РАН (2022).

## Биография
Родился 29 ноября 1951 года в г. Омутнинске Кировской области.
В 1974 году окончил Ленинградский механический институт по специальности «Производство летательных аппаратов».
C 1974 года по 2022 год в НПО прикладной механики имени академика М. Ф. Решетнёва (в настоящее время — Информационные спутниковые системы), где прошел путь от инженера до генерального директора (с 2006 по 2022 годы), до 2022 — генеральный конструктор предприятия.
В настоящее время - заведующий Кафедрой «Космические информационные системы» в Сибирском государственном аэрокосмическом университете (СибГАУ).
В 2011 году избран членом-корреспондентом РАН.
В 2022 году избран академиком РАН.
С 2012 по 2015 годы — член Совета при Президенте Российской Федерации по науке и образованию.

## Научная деятельность
Основные направления деятельности — методы испытания механических систем в условиях невесомости, экспериментальная отработка механизмов космических аппаратов длительного ресурса эксплуатации, развертывание спутниковых антенн и солнечных батарей, космическое материаловедение.
Принимал личное участие в разработке и испытаниях космических аппаратов «Молния-3», «Радуга», «Горизонт», «Экран», «Экран-М», «Луч», «Экспресс», «ГЕО-ИК», «ГЛОНАСС».
Автор более 30 научных трудов, в том числе 4-х изобретений.
Ведет преподавательскую деятельность: профессор кафедры космических аппаратов Сибирского государственного аэрокосмического университета имени академика М. Ф. Решетнёва.

## Награды
- Государственная премия Российской Федерации в области науки и технологий (за 2015 год) — за создание системы связи с элементами космического базирования[4]
- Премия Правительства Российской Федерации в области науки и техники (в составе группы, за 2001 год) — за разработку крупногабаритных бортовых и наземных антенных систем спутниковой связи и создание технологий их производства[5]
- Премия Правительства Российской Федерации в области науки и техники (в составе группы, за 2013 год) — за разработку и организацию производства космических аппаратов серии «Экспресс-1000» с улучшенными энергомассовыми характеристиками на основе облегченных и высокоточных конструкций[6]
- Премия Правительства Российской Федерации в области науки и техники (в составе группы, за 2020 год) — за создание национальной спутниковой группировки для обеспечения цифровых телекоммуникационных услуг на территории Российской Федерации[7]
- Заслуженный деятель науки Российской Федерации[1]
- Медаль «За трудовую доблесть» (1987)[8]
- 4 медали Федерации Космонавтики СССР и РФ